# 出雲大社石見分祠
出雲大社石見分祠（いずもおおやしろ／たいしゃ いわみぶんし）は、島根県浜田市田町にある神社。名の通り出雲大社の分社である。

## アクセス
- JR西日本 山陰本線 浜田駅より徒歩。